# KSV Eishockey
KSV Eishockey (celým názvem: Kapfenberger Sportvereinigung Eishockey) je rakouský klub ledního hokeje, který sídlí v Kapfenbergu ve spolkové zemi Štýrsko. Založen byl v roce 1947 pod názvem Kapfenberger SV. Za svoji existenci klub několikrát změnil název, naposled po finančních problémech v roce 2015. Od sezóny 2016/17 působí v Steirische Elitelize, třetí rakouské nejvyšší soutěži v ledním hokeji. Klubové barvy jsou červená a bílá.
Své domácí zápasy odehrává ve Sportzentrum Kapfenberg s kapacitou 4 600 diváků.

## Historické názvy
- 1947 – Kapfenberger SV (Kapfenberger Sportvereinigung)
- 1994 – EC Pewag Tigers (Eishockeyclub Pewag Tigers)
- 1998 – KSV Eishockeyclub (Kapfenberger Sportvereinigung Eishockeyclub)
- 2002 – KSV IceStars (Kapfenberger Sportvereinigung IceStars)
- 2005 – KSV IceTigers (Kapfenberger Sportvereinigung IceTigers)
- 2009 – Kapfenberg Bulls
- 2014 – Steelers Kapfenberg
- 2015 – KSV Eishockey (Kapfenberger Sportvereinigung Eishockey)

## Přehled ligové účasti
Zdroj: 
- 1973–1984: Österreichische Eishockey-Liga (1. ligová úroveň v Rakousku)
- 1984–1985: Eishockey-Oberliga (3. ligová úroveň v Rakousku)
- 1985–1986: Eishockey-Nationalliga (2. ligová úroveň v Rakousku)
- 1989–1990: Österreichische Eishockey-Liga (1. ligová úroveň v Rakousku)
- 1995–1996: Österreichische Eishockey-Liga (1. ligová úroveň v Rakousku)
- 1996–2000: Eishockey-Nationalliga (2. ligová úroveň v Rakousku)
- 2000–2002: Österreichische Eishockey-Liga (1. ligová úroveň v Rakousku)
- 2002–2009: Eishockey-Nationalliga (2. ligová úroveň v Rakousku)
- 2012–2014: Nationale Amateur Hockey Liga (3. ligová úroveň v Rakousku)
- 2014–2016: Inter-National-League (2. ligová úroveň v Rakousku / mezinárodní soutěž)
- 2016– : Steirische Eliteliga (3. ligová úroveň v Rakousku)